# Maria Domenica Lazzeri
Maria Domenica Lazzeri (ur. 16 marca 1815, zm. 4 kwietnia 1848) – Czcigodna Służebnica Boża Kościoła katolickiego.

## Życiorys
Urodziła się 16 marca 1815 roku. Przez 14 lat leżała przykuta do łóżka. Nie przyjmowała jedzenia i picia, żywiła się tylko eucharystią. Lazzeri była stygmatyczką. Zmarła 4 kwietnia 1848 roku mając 33 lata w opinii świętości. 
4 kwietnia 1995 roku rozpoczął się jej proces beatyfikacyjny. 23 marca 2023 decyzją papieża Franciszka podpisano dekret o heroiczności jej cnót i od tej pory przysługuje jej tytuł Czcigodnej Służebnicy Bożej.